# Birkkarspitze

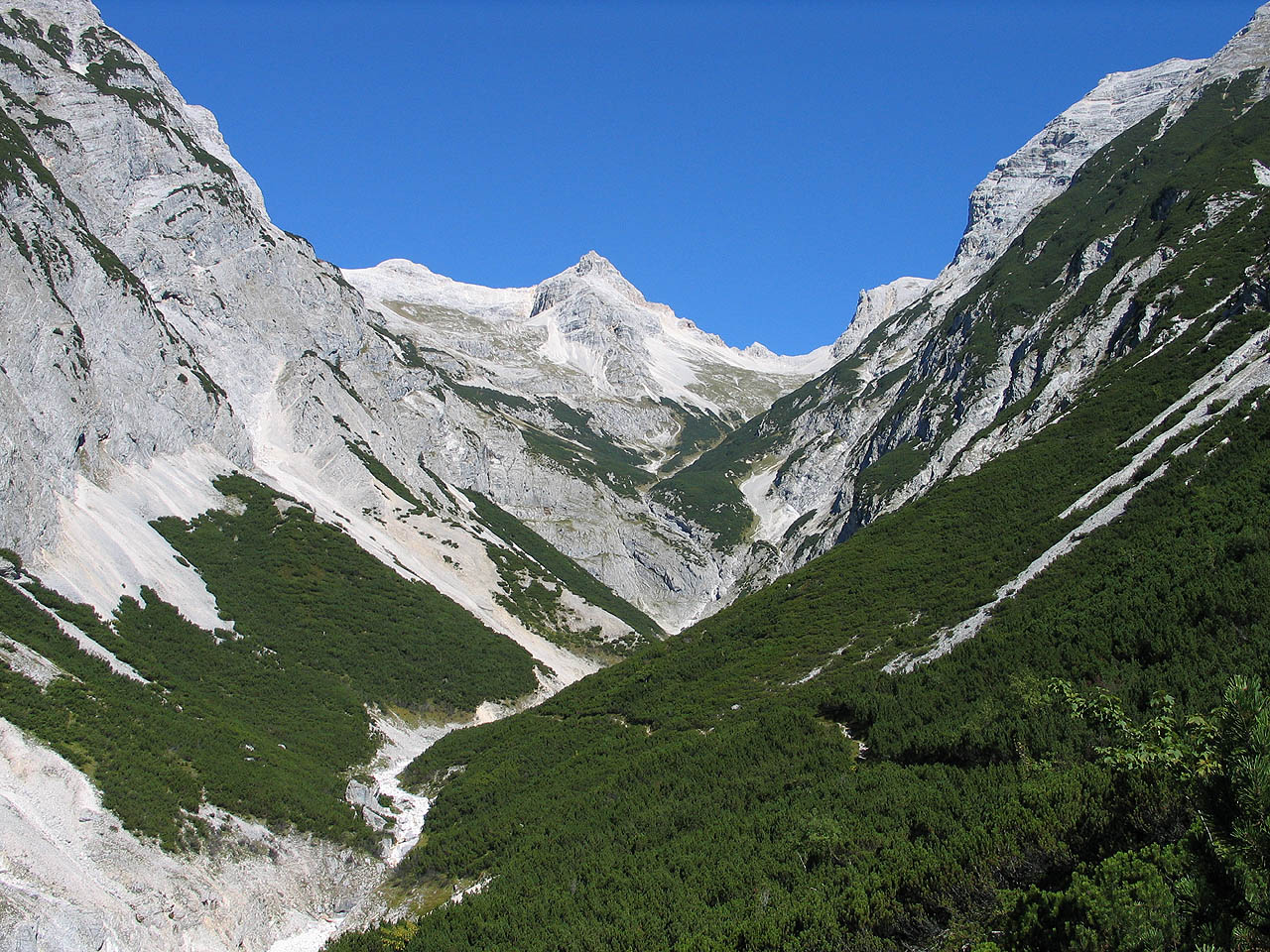
De Birkkarspitze vanuit het zuiden

De Birkkarspitze is een 2749 meter hoge bergtop in de Hinterautal-Vomper-keten in het Karwendelgebergte in de Oostenrijkse deelstaat Tirol. Het is daarmee de hoogste bergtop van de Karwendel. Samen met de drie naburige Ödkarspitzen vormt de Birkkarspitze een machtig bergmassief in het Karwendelgebergte.
De top van de Birkkarspitze is vanaf het Karwendelhaus in twee tot drie uur door de Schlauchkar en over de Schlauchkarsattel (2635 meter) te beklimmen. Enkele honderden meters ten oosten van de Schlauchkarsattel bevindt zich een kleine hut voor noodonderkomen, vanwaar de laatste meters naar de top leiden langs een beveiligde weg. Voor ervaren bergwandelaars is er bij goed weer een alternatieve, langere route over de Brendelstieg en de Ödkarspitzen.
Ten zuiden van de Birkkarspitze ontspringt de Birkkarbach. Deze stroomt naar het Hinterautal, waar hij in de Lafatscherbach uitmondt en hiermee het begin van de rivier Isar vormt.